# Drágosfalva
Drágosfalva (Drăghia), település Romániában, a Partiumban, Máramaros megyében.

## Fekvése
Déstől északnyufgatra, Galgótól északkeletre fekvő település.

## Története
Drágosfalva nevét 1393-ban említette először oklevél Dragusfalva néven. 1488-ban Dragosfalwa, 1586-ban Dragie, 1733-ban Brugia [Dragia], 1750-ben Dregie, 1805-ben Dragya, 1808-ban Drágia, 1861-ben Drágyia, 1888-ban Dragyia (Draghia), 1890-ben és 1913-ban Drágosfalva néven írták.
Drágosfalva, Drágya kezdetben egy Bábához tartozó mező volt. 1541–1546 között Csicsó vára urának, Petru Rareș moldvai fejedelem engedélyével egy bábai ember, Bab Kosztán telepítette be először és ekkor malmot is építtetett ide. A telepítés miatt a bábaiak, mint területük megcsonkítása ellen, a csicsói várnagyhoz és tiszttartókhoz folyamodtak, aki sérelmüket igaznak tartva a falut leromboltatta. Ezután egy János nevű goroszlói román pap, kiment Moldovába Petru Rareș fiához, Iliașhoz, hogy e terület megtelepítéséhez engedélyt nyerjen, aki az engedélyt a telepítésre meg is adta, Ivanacsko nevű vajdáját küldve el határai kijelölésére. Végül az 1552–1561-ig uralkodó Alexandru Lăpușneanu, mint Csicsóvár ura, Maxin János kaczkói vajdának adott telepítésre engedélyt, ki aztán 1552-ben Drágyiát végleg betelepítette. 1553-ban aztán a terület az erdélyi fejedelem birtoka lett, majd 1567-ben Maxin János kapta meg az erdélyi fejedelemtől adományba, kinek halála után fiára Péterre szállt. A Maxin leszármazottaké volt még 1676-ban is.
1685-ben Soósmezei Vajda Balázs, Marján és János, más felől Kaczkói Gyepessi János Maxin László után birt itteni és kaczkói birtokon úgy osztoztak meg a megye két főispánja előtt, hogy Vajdáéknak 3, Gyepessinek 2 ház jutott. 1694-ben birtokosai voltak Vajda János és rokonsága, 1750-ben pedig a Karuly és a Vajda család tagjai, és később is e családok és leszármazottaik voltak az itteni birtokosok.
1910-ben 329 lakosából 8 német, 321 román volt. Ebből 318 görögkatolikus, 8 izraelita volt. A trianoni békeszerződés előtt Szolnok-Doboka vármegye Magyarláposi járásához tartozott.

## Nevezetességek
- Volt görögkatolikus, jelenleg ortodox fatemploma az 1800-as évek közepe előtt épült, másodszor 1854-ben Mihály és Gábor őrangyalok tiszteletére szentelték fel.